# Liste der Monuments historiques in Villedieu (Côte-d’Or)
Die Liste der Monuments historiques in Villedieu führt die Monuments historiques in der französischen Gemeinde Villedieu auf.

## Liste der Objekte
| Bezeichnung             | Beschreibung                                                               | Standort                        | Kennzeichnung | Schutzstatus | Datum | Bild |
| ----------------------- | -------------------------------------------------------------------------- | ------------------------------- | ------------- | ------------ | ----- | ---- |
| Skulptur Heilige Regina | Kalkstein, farbig gefasst und vergoldet, erste Hälfte des 17. Jahrhunderts | in der Kirche St-Germain (Lage) | PM21002526    | Classé       | 1964  |      |